# Bożena Dykiel

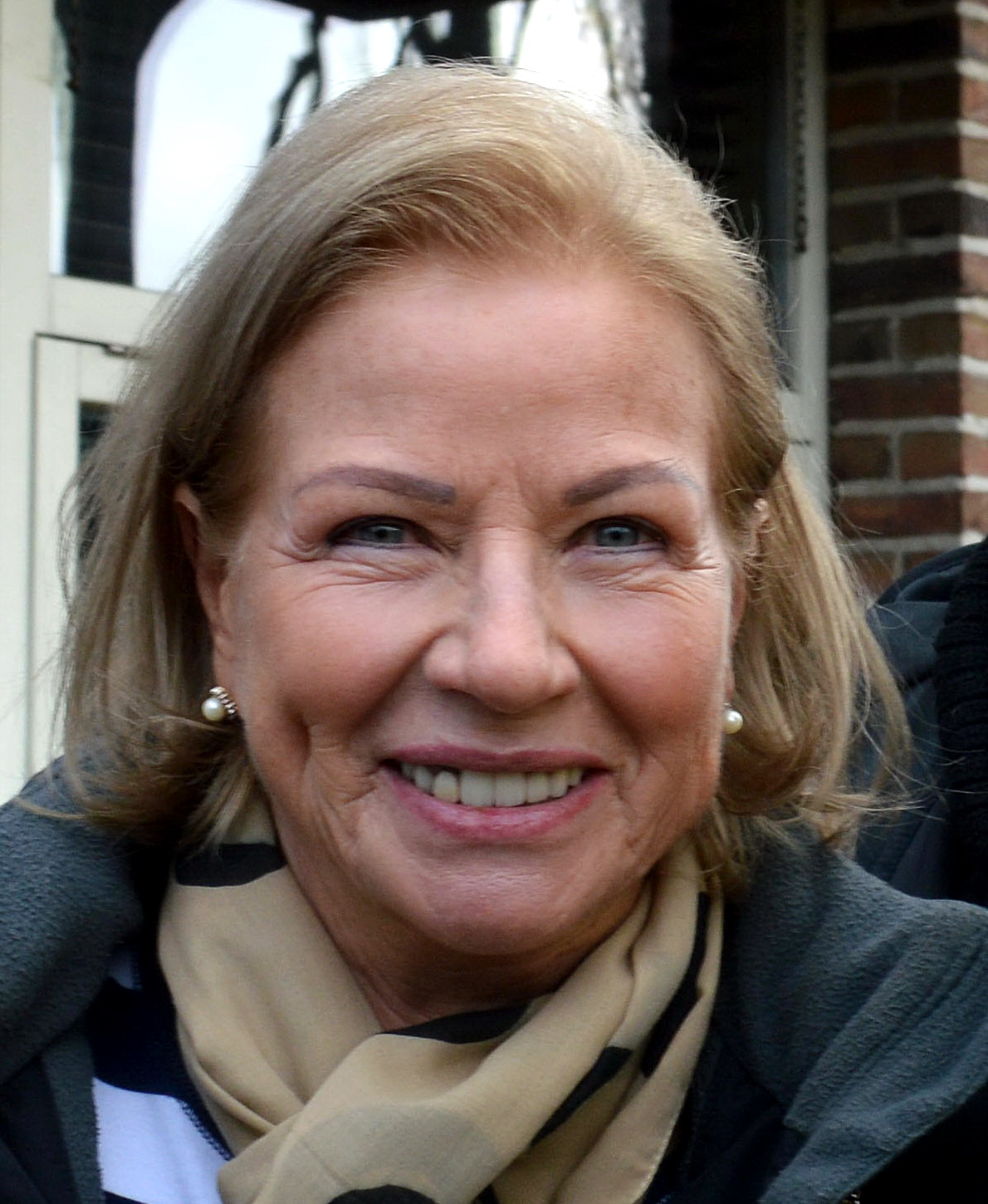
Bożena Dykiel, 2018

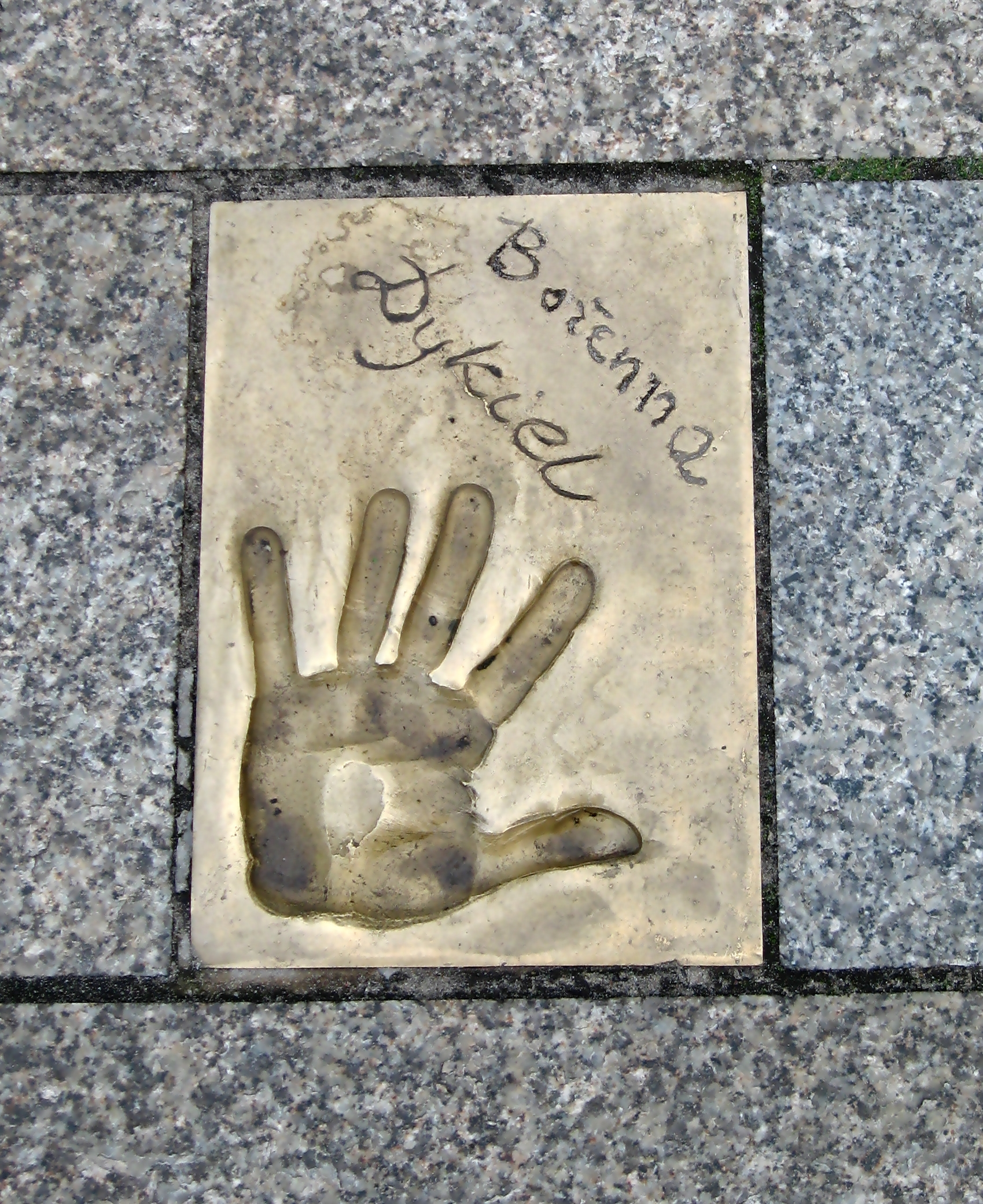

Bożena Dykiel (* 26. August 1948 in Grabowo) ist eine polnische Schauspielerin.
Dykiel studierte Schauspiel an der Staatlichen Schauspielschule (PWST) in Warschau und spielte während dieser Zeit bereits mit dem Studententheater Studencki Teatr Satyryków (STS). Nach ihrer Ausbildung wurde sie von Intendant Adam Hanuszkiewicz ans Polnische Nationaltheater in Warschau engagiert, wo sie bis 1985, als das Theater abbrannte, engagiert war. Seitdem ist sie als freie Schauspielerin tätig. Berühmt geworden ist sie vor allem durch ihre Darstellung der Goplana in Balladyna von Juliusz Słowacki unter der kontroversen Regie von Hanuszkiewicz 1974.

## Theaterarbeiten (Auswahl)
- 1974: Balladyna von Juliusz Słowacki – Goplana – Regie: Adam Hanuszkiewicz
- 1974: Die Hochzeitsfeier von Stanisław Wyspiański – Braut – Regie: Adam Hanuszkiewicz
- 1976: Wie es euch gefällt von William Shakespeare – Rosalinde – Regie: Tadeusz Minc
- 1979: Drei Kreuze von Helmut Kajzar – Mutter – Regie: Helmut Kajzar

## Filmografie (Auswahl)
- 1973: Die Hochzeit (Wesele) – Regie: Andrzej Wajda
- 1974: Du wirst durch Gärten gehen (Pojdziesz ponad sadem)
- 1974: Awans – Regie: Janusz Zaorski
- 1975: Obrazki z zycia – Regie: Jerzy Domaradzki und Feliks Falk
- 1975: Das gelobte Land (Ziemia obiecana) – Regie: Andrzej Wajda
- 1976: Der Brünette erscheint am Abend (Brunet wieczorowa pora)
- 1980: Die Braut sagt nein (Kontrakt) – Regie: Krzysztof Zanussi
- 1981: Der Mann aus Eisen (Czlowiek z zelaza) – Regie: Andrzej Wajda
- 1981: Der Kurpfuscher (Znachor)
- 1982: Verhör einer Frau (Przesluchanie) – Regie: Ryszard Bugajski
- 1982: Die Notlösung (Wyjscie awaryjne)
- 1984: Schmuggler (Przemytnicy)
- 1988: Dekalog, Sieben – Regie: Krzysztof Kieślowski
- 1995: Die Karwoche (Wielki tydzien) – Regie: Andrzej Wajda
- 2002: Dzień świra – Regie: Marek Koterski
- 2004: Na Wspolnej